# Santuario del Agua de la Virgen
El Santuario de Nuestra Señora de las Gracias de Torcoroma, conocido localmente como Santuario del Agua de la Virgen es un sitio de veneración católica a la advocación de la Virgen de Torcoroma ubicado en Ocaña, Norte de Santander. Por su trascendencia histórica y cultural para la ciudad de Ocaña y el departamento, el gobierno colombiano lo catalogó como Monumento Nacional el 26 de noviembre de 1984.

## Aparición de la Virgen de Torcoroma
La santa aparición aconteció el 16 de agosto de 1711. Por aquel entonces habitaban en las Montanas de Torcoroma en la región de Ocaña, una familia campesina dedicada principalmente al cultivo de caña con el cual fabricaban dulces. La familia estaba conformada por el señor Don Cristóbal Melo, su esposa Pascuala Rodríguez y sus dos hijos, José y Felipe. Según atestiguan sus contemporáneos, los Melo-Rodríguez eran personas de buenas costumbres y de vida consagrada a la fe cristiana.
La mañana del 15 de agosto Don Cristóbal envió a sus hijos a talar un árbol que contara con una madera lo suficientemente buena para tallar la caja o "canoa" con la que fabricaba sus dulces. Los jóvenes se internaron en la montaña y a medida que se adentraban a la espesura del bosque iban marcando los robles que se adecuaban a su propósito. Hasta que encontraron uno que era "portento", y pese a que era verano, poseía unas fragantes flores encarnadas. Era tal su perfume y porte que desde lejos se podía percibir su presencia.

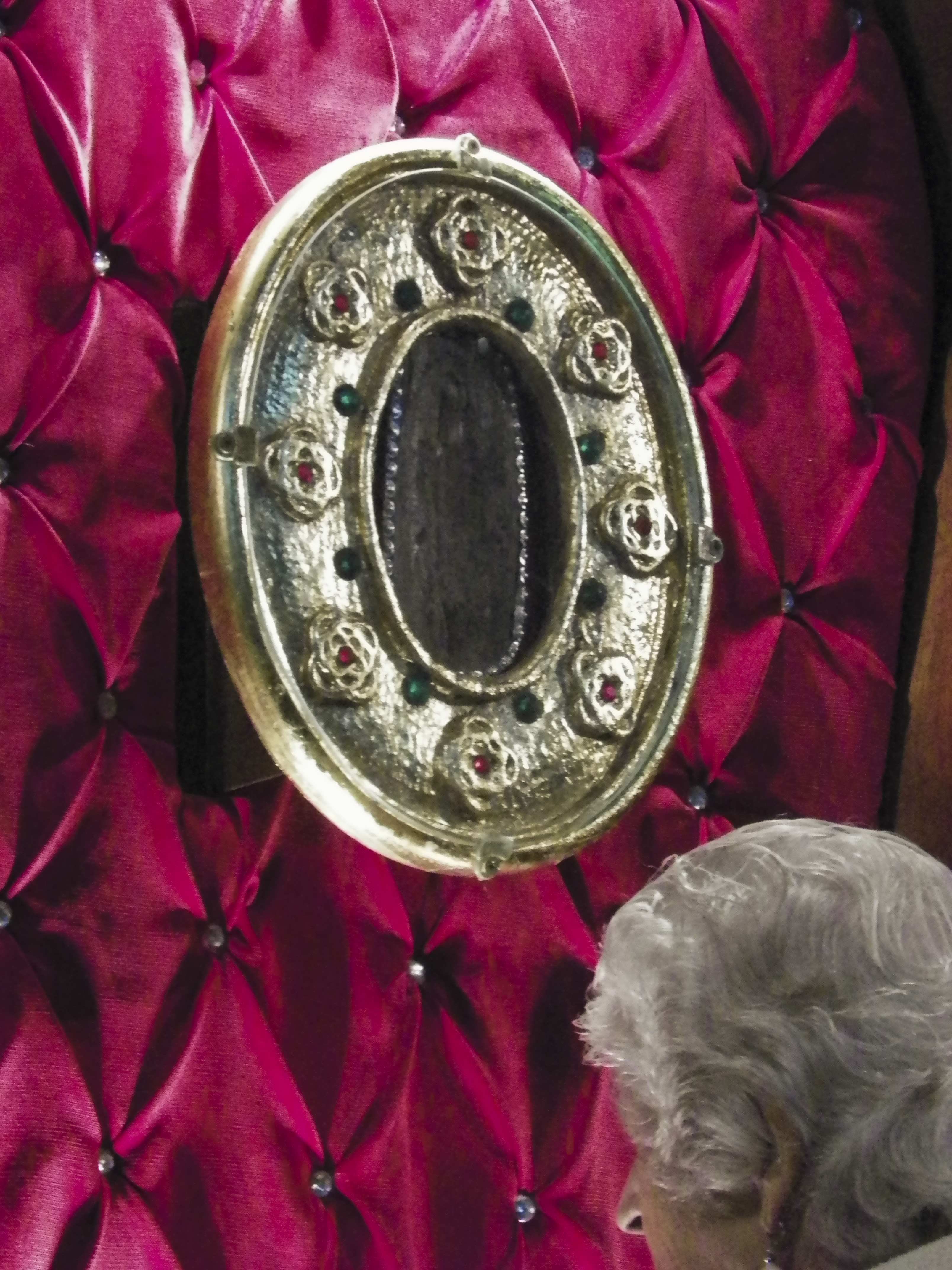
La astilla donde se manifestó la Virgen, exhibida en el santuario.

Entusiasmados con el gran hallazgo, procedieron a talar el árbol. Dada la complicada ubicación del mismo, al cortar su base, la parte principal cayó hacia un barranco. Atardecía y los muchachos resolvieron regresar a casa y comentar el suceso a su padre. Al día siguiente reiniciaron su búsqueda por el árbol apropiado, pero no dando con ninguno que se adecuara a sus fines, determinaron utilizar el ya talado y se dirigieron al lugar donde había caído.
Comenzaron a tallar allí mismo la "canoa" y a poco de dar los primeros hachazos, brotó una luz tan intensa que alcanzó a iluminar el frondoso bosque. Al percatarse de lo que yacía en medio de las astillas del tronco, el padre sin meditar un segundo, metió las manos en donde su hijo se disponía a dar el próximo hachazo, deteniéndole de golpe. El padre y su hijos quedaron atónitos al apreciar en el corazón de dicho tronco, la imagen de la Virgen, con las manos juntas y puestas sobre el pecho, con acción del rostro "como dirigido al cielo", y la cual despedía de sí no sólo una gran luz, sino el aromático olor de todo el árbol, como cuando lo cortaron.
La noticia de la santa aparición se esparció rápidamente por la región de Ocaña. Al llegar a oídos del cura y vicario de la ciudad, Pbro. Diego Gabino Quintero, este le pidió a Cristóbal Melo que se presentara con la imagen de la Virgen. Después de examinarla cuidadosamente y de haber escuchado numerosos testimonios que afirmaban la divinidad de la imagen, el cura autorizó que se le rindiera culto privado.

## Historia del Santuario
En 1716 vino en visita pastoral el Sr. Fray Antonio Monroy y Meneses, obispo de Santa Marta, y tras un riguroso análisis de la imagen aparecida y de la declaración de los testigos, concedió permiso para que se erigiese una capilla en el sitio de la aparición y dispuso que trajesen la imagen a la ciudad para colocarla en el altar de la iglesia mayor, hoy Catedral de Santa Ana. La imagen reposaría en la iglesia durante varios años mientras que la capilla solo fue construida en 1882 gracias a la financiación de feligreses bogotanos. Finalmente a principios del siglo XX la imagen sería trasladada de manera definitiva al santuario, donde es visitada no solo por sus fieles sino por miles de turistas.

## Galería de imágenes
|                                        |
| Vista horizontal del templo (exterior) |

|                                        |
| Vista horizontal del templo (interior) |

|                        |
| Interior de la capilla |

|                                   |
| Panorámica exterior de la capilla |

|                          |
| Exteriores de la capilla |

|                      |
| Entrada al santuario |

|                                             |
| Panorámica frontal de la capilla (exterior) |